# Tiefensee (Werneuchen)
Tiefensee ist seit dem 26. Oktober 2003 ein Ortsteil der Stadt Werneuchen.

## Geographie
Der Ort liegt am Gamensee im Forst Prötzel in der eiszeitlichen Rinne des Gamengrundes im Barnim.

## Geschichte

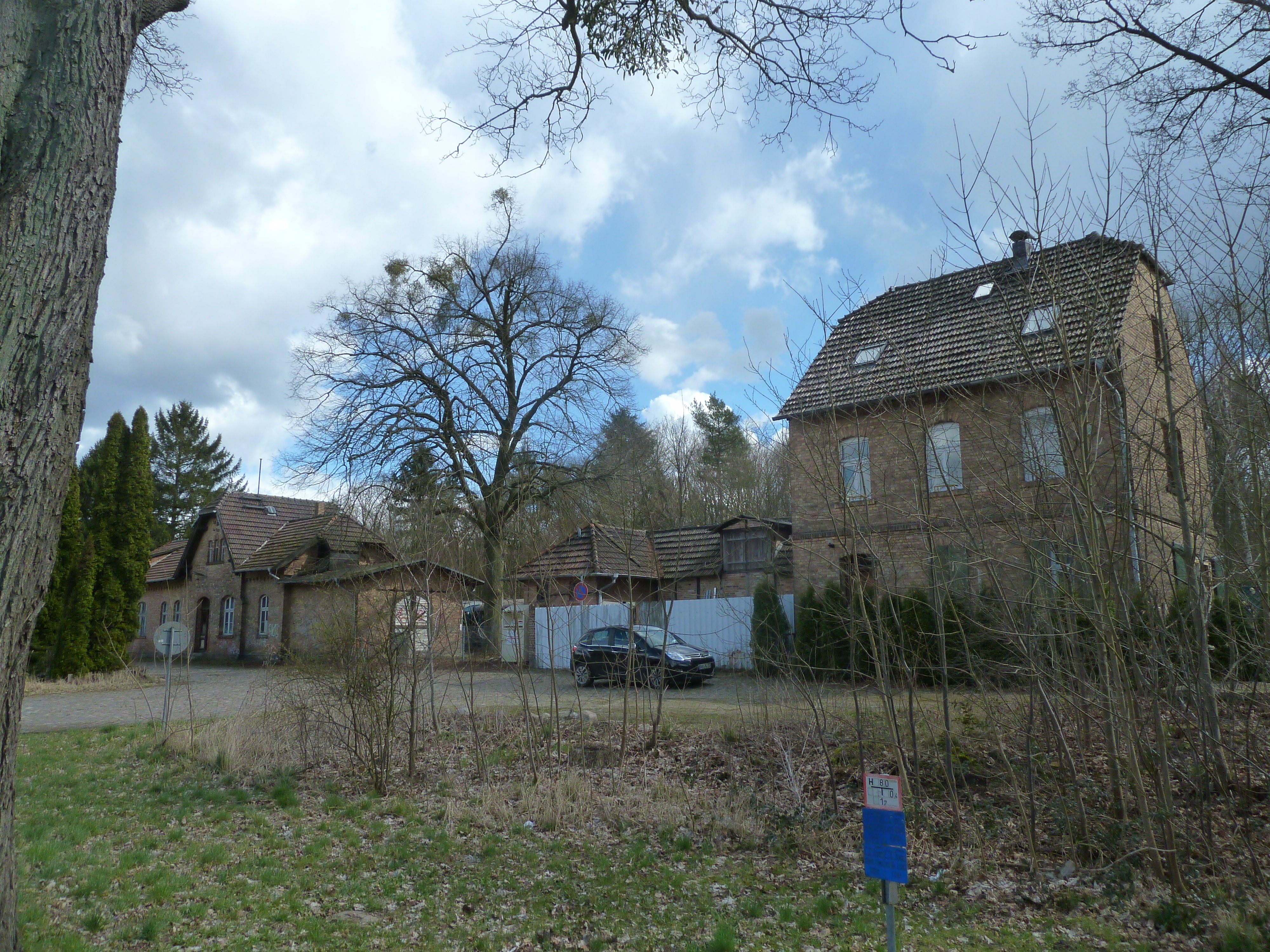
Bahnhofsensemble

Der Name leitet sich wahrscheinlich vom „tiefen Waldsee“, dem Gamensee, ab.
Tiefensee hatte weder Kirche noch Marktplatz. Erst als die Siedlung 1925 zur eigenständigen Gemeinde erhoben wurde, legte man einen eigenen Friedhof an. Im Zuge der Gemeindegebietsreform kam Tiefensee im Jahr 2003 als Ortsteil zur Stadt Werneuchen.
Vielen Berlinern ist Tiefensee seit den 1930er Jahren als Ausflugsort bekannt; er besaß sieben Gaststätten. Die Regionalbahn und Sonderzüge, auch Busse brachten die Ausflügler nach Tiefensee. Am See gab es seit 1925 eine Jugendherberge, die schon 1937/38 neu gebaut wurde, weil sie den wachsenden Übernachtungsansprüchen nicht mehr gewachsen war. In den letzten Kriegsmonaten diente sie als Lazarett und brannte 1945 gänzlich ab.
Zu Himmelfahrt findet in Tiefensee der „Heiratsmarkt“ statt – ein Familienfest mit alter Tradition.

## Verkehr
Tiefensee ist von Berlin und Bad Freienwalde (Oder) aus über die Bundesstraße 158 zu erreichen.
Der Bahnhof Tiefensee liegt an der Strecke der Wriezener Bahn. Allerdings wurde am 18. April 1998 der Personenverkehr von Tiefensee bis Wriezen eingestellt. 2002 übernahm die ODEG den Personenverkehr vom Bahnhof Berlin-Lichtenberg bis Tiefensee. Mit Beginn des Winterfahrplans 2006/2007 am 10. Dezember 2006 wurde der Personenverkehr auf dem Abschnitt Werneuchen–Tiefensee ebenfalls eingestellt. Seit dem Jahr 2014 wird die Linie RB 25 von der Niederbarnimer Eisenbahn (NEB) befahren und seit dem 13. Dezember 2015 ist es möglich von Werneuchen nach Berlin-Ostkreuz zu fahren. Von Tiefensee aus kann man mit den Buslinien 882 und 887 nach Werneuchen fahren.
Die Streckenabschnitt Tiefensee–Sternebeck wurde von der Mittenwalder Eisenbahnimmobiliengesellschaft gekauft. Seit 2004 kann die Strecke bis Sternebeck mit Draisinen befahren werden, Betreiber ist die Draisinenbahn Tiefensee.

## Das Wappen
Das Wappen wurde vom Heraldiker Frank Diemar gestaltet.

## Persönlichkeiten, die in Tiefensee lebten

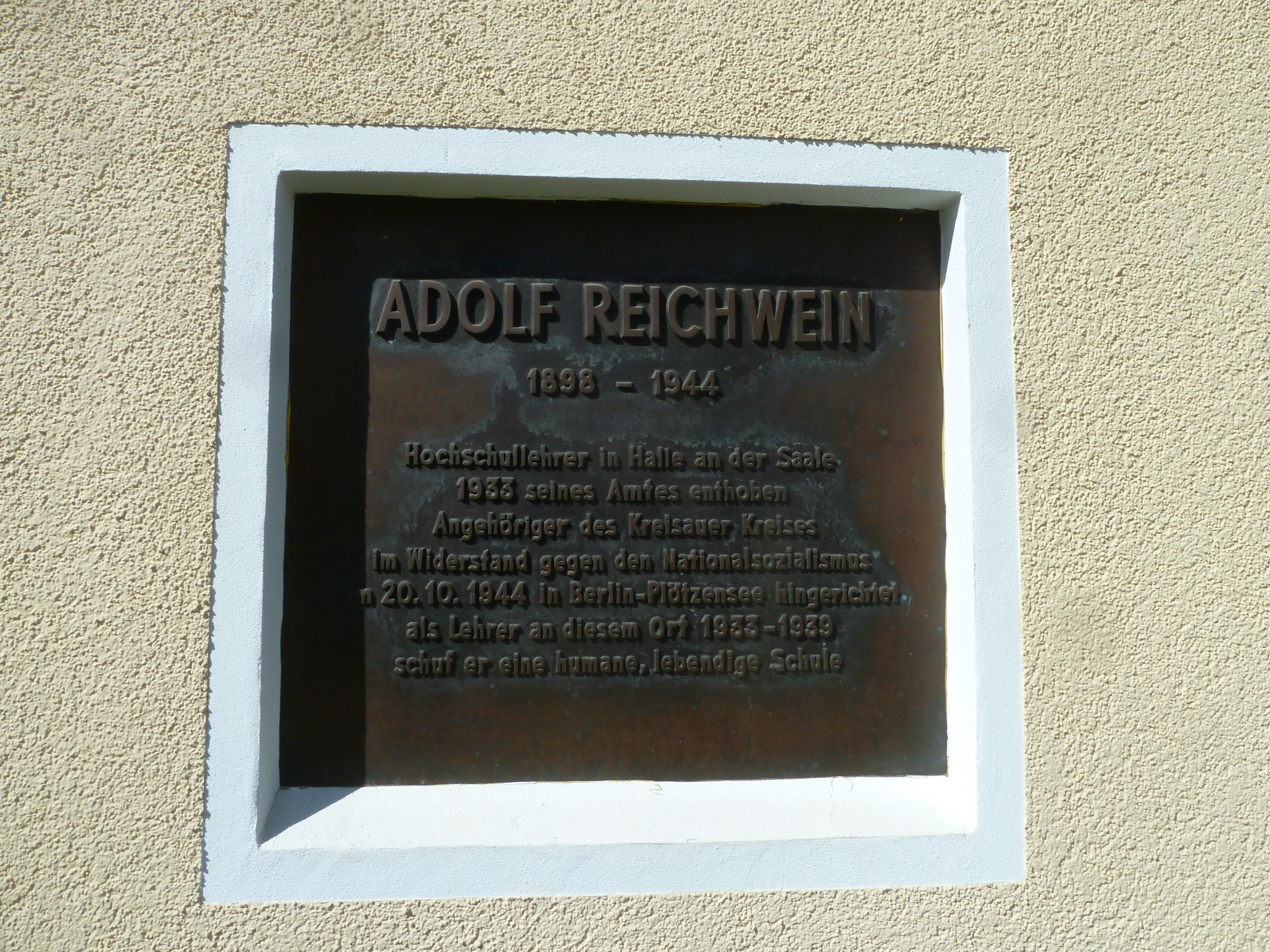
Gedenktafel für Adolf Reichwein

- Adolf Reichwein war von 1933 bis 1939 in Tiefensee als Leiter der Einklassenschule tätig und entwickelte hier viel beachtete Unterrichtsmodelle im Sinne der Reformpädagogik und speziell der Arbeitspädagogik und Projektarbeit.
- Rosemarie Reichwein, geborene Pallat (* 1904; † 2002) war eine deutsche Widerstandskämpferin gegen den Nationalsozialismus, Reformpädagogin und erste Bobath-Therapeutin in Deutschland.